# Кухарчук Яків Федорович
Кухарчук Яків Федорович (1878, село Уїздці, Мізоцька волость, Дубенський повіт, Волинська губернія, Російська імперія — ?) — сотник Дієвої Армії УНР.

## Біографія
Народився у селі Уїздці Мізоцької волості Дубенського повіту Волинської губернії Російської імперії. На військовій службі з 1901 р Останнє звання у російській армії — поручик (кінноти).
В українській армії з 1917 року. У 1919 році був помічником командира, а у вересні—жовтні — в. о. командира 26-го (2-го) Залізничного полку Дієвої Армії УНР.
У 1921 році — командир кадрів 5-го кінного полку 5-ї Херсонської дивізії Армії УНР.
У 1922 році — приділений до штабу 6-ї Стрілецької дивізі Армії УНР.
В Дієвій Армії УНР служив також Кухарчук Яків Гордійович — хорунжий, у 1919 році — ольгопільський повітовий комендант.
Подальша доля невідома.